# Tatiana Leskova
Tatiana Leskova (Tatiana Yourievna Medem Leskov en russe : Лескова, Татьяна Юрьевна), née le 6 décembre 1922 à Paris 4e, est une danseuse, professeure et chorégraphe d'origine russe, naturalisée brésilienne. Elle contribue à la formation et au développement du ballet brésilien.

## Biographie

### Parents
Elle est l'arrière-petite-fille de l'écrivain russe Nikolaï Leskov. Ses parents, Youri Leskov et Elena Medem, descendante de l'aristocratie impériale russe; Ils s'enfuient de Russie après la révolution de 1917. En 1922, le couple déménage de Venise à Paris, où ils ont bientôt une fille. Youri, qui connait plusieurs langues, commence à travailler comme traducteur, tandis qu'Elena obtient un emploi de mannequin dans la maison de couture d'Elsa Schiaparelli . Les parents se séparent peu après.

### Jeunesse

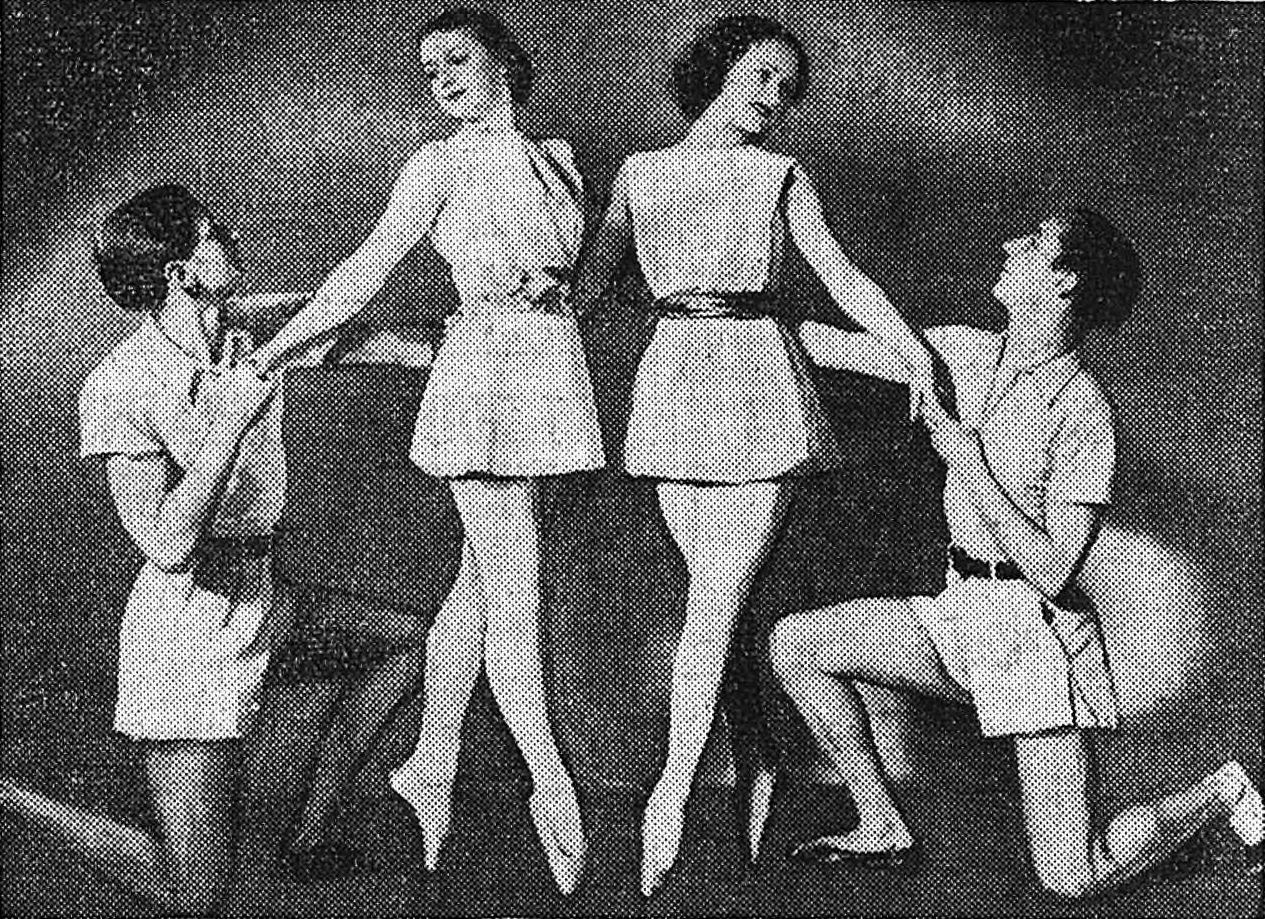
Les Ballets de la jeunesse, 1938

Tatiana étudie à l'école pour filles de la princesse Paley, à Quincy-sous-Sénart. À l'âge de neuf ans, elle perd sa mère, décédée de la tuberculose. Son père fervent amateur de ballet, décide que la jeune fille commencerait à étudier le ballet. 
En 1932, elle est présentée à Lioubov Iegorova, qui ne travaille pas avec de jeunes enfants, et conseille Nicolas Kremnev. Après avoir maîtrisé les bases de la danse classique grâce à lui, Tatiana retourne chez Egorova, avec qui elle étudie jusqu'à l'âge de quatorze ans.
En 1937-1938, Tatiana se forme avec la troupe de ballet de l'Opéra-comique, dirigée par Constantin Cherkas.
En 1938, elle est membre de la toute nouvelle troupe d'Egorova, Les Ballets de la Jeunesse (ru), qui débutent salle Pleyel, en janvier,, puis aux Ambassadeurs, en avril,,,,. 
A l'invitation de Jean-Louis Vaudoyer, elle danse sur la scène de la Comédie-Française dans le prologue d'une pièce de Molière. En 1939, elle participe à une soirée commémorant le 10e anniversaire de la mort de Sergei Diaghilev au Pavillon de Marsan.

### Avec les ballets russes
En 1939, Lubov Tchernicheva, maîtresse de ballet, et Serge Grigoriev, régisseur des ballets russes du colonel W. de Basil, l'engage, avec Geneviève Moulin, les frères Tupine et Nina Popova, pour la saison à Covent Garden où elle commence à côtoyer des personnes historiques du ballet et des arts en général, tels que Michel Fokine, Bronislava Nijinska, Joan Miró, Pablo Picasso et même Rachmaninov. Elle prépare les ballets avec les tuteurs de la troupe Tatiana Riabouchinska, Larisa Obydennaya et Marian Ladre. Interprétant des solos dans les ballets de Mikhail Fokine, elle répète avec le chorégraphe lui-même.
Elle se produit avec les  ballets russes du colonel W. de Basil en Grande-Bretagne (mai-juillet 1939), en Australie (novembre 1939), puis aux États-Unis (Los Angeles et San Francisco). En 1941, elle fait ses débuts, au 51th Street Theatre à New-York, dans Balustrade sous la direction de Stravinsky et de George Balanchine, avec qui elle restera amie pour le reste de sa vie 
Pendant la guerre, elle étudie aussi chez Boris Kniaseff avec Yvette Chauviré, Zizi Jeanmaire,... En tant que danseuse, elle a une technique solide et un bon saut.
En 1941, les tournées sont interrompues. Lors d'un voyage à Cuba, dix-huit danseurs dirigés par Alberto Alonso (en) se mettent en grève et quittent la troupe pour New York. Le reste des danseurs des Ballets russes se retrouvent sans moyens de subsistance. Seulement deux représentations sont données à La Havane, après quoi le théâtre rompt le contrat  car il n'y a pas assez de danseurs pour donner les représentations.
Les danseurs vivent sur l'île pendant six mois, gagnant de l'argent du mieux qu'ils peuvent, l'organisateur du voyage, Sol Hurok, refuse de payer les salaires des artistes qui, avec des passeports Nanson, ne peuvent ni rentrer chez eux dans une Europe déchirée par la guerre, ni partir en Amérique du Sud, pour le contrat suivant puisque la troupe s'est effondrée. Certains trouvent un deuxième emploi dans des boîtes de nuit pour survivre. Tatiana parcourt l'île avec un petit groupe pour des représentations. Elle danse avec David Lichine les "danses africaines" qu'il a mise en scène dans Conga Pantera au Cabaret Tropicana.
Lorsque de Basil peut enfin signer des contrats pour des représentations à Détroit puis au Canada, au Mexique, en Argentine et au Brésil, sa troupe, ayant perdu des vedettes telles que Irina Baronova ,Tamara Toumanova et Tatiana Riabouchinska, poursuit sa tournée avec une troupe de jeunes solistes dont Tatiana fait partie.

### Au Brésil
Pendant son séjour à Buenos Aires, elle veut entrer au Teatro Colon pour pouvoir travailler avec Balanchine, mais ne peut pas le faire en raison de sa minorité. En 1945, à Rio de Janeiro, Tatiana et son amie Anna Volkova se voient proposer un contrat lucratif de quatre mois avec le casino de Copacobana qui possède son propre théâtre et son propre chorégraphe. Comme de Basil refuse de leur accorder un congé, ils quittent tous deux la troupe.
Elle rencontre à Buenos Aires, Luís Honold Reis, un aristocrate brésilien, industriel, propriétaire de mines de charbon à Rio Grande do Sul. Mais c'est à Rio, en 1944, que débute leur relation, malgré le jeune âge de Leskova et le fait que Luís est marié avec la française Giselle Zucco. Leskova donne un spectacle dans la Salle Dorée du Copacabana Palace.
En 1948, Tatiana, comme beaucoup d'autres danseurs de son temps, organise sa propre petite troupe. 
En 1950, Leskova est engagée comme maîtresse de ballet, chorégraphe et danseuse du ballet du théâtre Municipal de Rio, la plus ancienne compagnie classique du Brésil, et y reste jusqu'en 1964. Elle travaille sur des productions de ballets du répertoire classique qui sont mis en scène. Des chorégraphes invités comme Léonide Massine, Dollar et Harald Lander, sont invités à travailler avec la compagnie.
En 1952 elle fonde l'école de ballet du théâtre Municipal de Rio.
Chorégraphe de génie et dotée d'une grande connaissance des arts plastiques, Leskova crée en 1960 une chorégraphie, Le Foyer de la Danse, sur une musique de Prokofiev, La Symphonie classique, et inspirée du tableau éponyme d'Edgar Degas. Dans cette chorégraphie aux délicates touches de pantomime, Leskova recrée l'œuvre de Degas, une scène de classe de ballet de la fin du XIXe siècle, recréant les costumes, la couleur et la lumière typiques du langage de Degas. Le résultat de cette conception de Tatiana Leskova est un spectacle quelque peu « moderne » dans sa vision analytique de l'œuvre de Degas. C'est sans aucun doute sa principale contribution dans le domaine de la chorégraphie.
Fin 1960, en vacances à Paris, elle rencontre Léonide Massine, qui l'invite à être son assistante en préparation du Ve Festival International de Danse de Nervi, dont il est le directeur artistique. Entre mars et août de l'année suivante, Massine, avec l'aide de Tatiana, reprend ses ballets Le Beau Danube, Choreartium et Schéhérazade de Fokine, et met également en scène trois nouveaux ballets auxquels la ballerine participe également en tant qu'interprète.
Entre 1970 et 1980, puis entre 1987 et 1990, Leskova transforme le « Municipal » de Rio en une véritable troupe professionnelle, avec des représentations quasi quotidiennes, des acteurs internationaux et des chorégraphes de renommée mondiale. Son tempérament sévère et ses compétences didactiques deviennent une référence dans la préparation des danseurs, formant des centaines et des centaines de professionnels dans son académie de Copacabana jusqu'en 2002, lorsque la crise l'oblige à fermer le studio.
Leskova devient une spécialiste reconnue de la reprise des ballets de Massine, que son fils Lorca reprend également, bien que son travail ait été fortement critiqué par les artistes qui ont travaillé avec Massine. Elle reprend notamment des ballets du chorégraphe comme Les Présages, à l'Opéra de Paris, à l'invitation de Rudolf Noureev, en 1989; Choreartium, à Birmingham en 1991; Le Beau Danube, Elle passe aussi en Angleterre, où elle est primée, aux États-Unis et aux Pays-Bas.
En 1985-1990, à l'invitation d'Olga Lepeshinskaya, elle va au Théâtre Bolchoï à Moscou. 
En 2001 et 2003, elle visite la maison-musée de son arrière-grand-père, Nikolai Leskov , à Orel . Elle fait don de reliques familiales au musée, l'insigne du lycée de son père et les bagues du lycée.
Elle vit aujourd'hui à Rio de Janeiro, dans le quartier d'Ipanema.

## Répertoire

### avec les Ballets russes
- Sylphide, dans Les Sylphides de Michel  Fokine sur une musique de Frédéric Chopin.
- Beauté florentine, dans Paganini de Michel  Fokine sur une musique de Sergueï Rachmaninov
- 1940 : Graduation Ball (en) de David Lichine, musique de Johann Strauss, arrangement d'Antal Dorati, 1er mars, au Theatre Royal, Sydney[15].
- 1940 :  Le Mariage d'Aurore, d'après Marius Petipa, musique de Tchaïkovski, au Theatre Royal Adelaïde[16].

### au théâtre municipal de Rio de Janeiro
- Études (en) de Harald Lander